# NASCAR Sprint Cup 2014
Der NASCAR Sprint Cup 2014 begann am 23. Februar mit dem Daytona 500. Der Chase for the Sprint Cup beginnt am 14. September 2014 mit dem MyAFibStory.com 400. Die Saison endet am 16. November mit dem Ford EcoBoost 400. Kevin Harvick gewann den Sprint Cup 2014. Rookie of the Year 2014 wurde Kyle Larson.

## Rennkalender
Alle Rennen finden in den Vereinigten Staaten statt. Die Rennen in Sonoma und Watkins Glen waren die einzigen, die nicht auf Ovalkursen stattfanden.
| Nr.                      | Datum         | Rennen (Ort)                                                                   | Sieger                         | Zweiter                        | Dritter                        | Pole-Position              | Meiste Führungsrunden                                  | Gesamtführender                |
| ------------------------ | ------------- | ------------------------------------------------------------------------------ | ------------------------------ | ------------------------------ | ------------------------------ | -------------------------- | ------------------------------------------------------ | ------------------------------ |
| 01                       | 23. Februar   | Daytona 500 (Daytona Beach)                                                    | Dale Earnhardt jr. (Chevrolet) | Denny Hamlin (Toyota)          | Brad Keselowski (Ford)         | Austin Dillon (Chevrolet)  | Dale Earnhardt jr. (Chevrolet)                         | Dale Earnhardt jr. (Chevrolet) |
| 02                       | 02. März      | The Profit on CNBC 500 (Phoenix)                                               | Kevin Harvick (Chevrolet)      | Dale Earnhardt jr. (Chevrolet) | Brad Keselowski (Ford)         | Brad Keselowski (Ford)     | Kevin Harvick (Chevrolet)                              | Dale Earnhardt jr. (Chevrolet) |
| 03                       | 09. März      | Kobalt 400 (Las Vegas)                                                         | Brad Keselowski (Ford)         | Dale Earnhardt jr. (Chevrolet) | Paul Menard (Chevrolet)        | Joey Logano (Ford)         | Brad Keselowski (Ford)                                 | Dale Earnhardt jr. (Chevrolet) |
| 04                       | 16. März      | Food City 500 (Bristol)                                                        | Carl Edwards (Ford)            | Ricky Stenhouse jr. (Ford)     | Aric Almirola (Ford)           | Denny Hamlin (Toyota)      | Matt Kenseth (Toyota)                                  | Brad Keselowski (Ford)         |
| 05                       | 23. März      | Auto Club 400 (Fontana)                                                        | Kyle Busch (Toyota)            | Kyle Larson (Chevrolet)        | Kurt Busch (Chevrolet)         | Matt Kenseth (Toyota)      | Jimmie Johnson (Chevrolet)                             | Carl Edwards (Ford)            |
| 06                       | 30. März      | STP 500 (Martinsville)                                                         | Kurt Busch (Chevrolet)         | Jimmie Johnson (Chevrolet)     | Dale Earnhardt jr. (Chevrolet) | Kyle Busch (Toyota)        | Jimmie Johnson (Chevrolet)                             | Dale Earnhardt jr. (Chevrolet) |
| 07                       | 06. April     | Duck Commander 500 (Fort Worth)                                                | Joey Logano (Ford)             | Jeff Gordon (Chevrolet)        | Kyle Busch (Toyota)            | Tony Stewart (Chevrolet)   | Joey Logano (Ford)                                     | Jeff Gordon (Chevrolet)        |
| 08                       | 12. April     | Bojangles’ Southern 500 (Darlington)                                           | Kevin Harvick (Chevrolet)      | Dale Earnhardt jr. (Chevrolet) | Jimmie Johnson (Chevrolet)     | Kevin Harvick (Chevrolet)  | Kevin Harvick (Chevrolet)                              | Jeff Gordon (Chevrolet)        |
| 09                       | 26. April     | Toyota Owners 400 (Richmond)                                                   | Joey Logano (Ford)             | Jeff Gordon (Chevrolet)        | Kyle Busch (Toyota)            | Kyle Larson (Chevrolet)    | Jeff Gordon (Chevrolet)                                | Jeff Gordon (Chevrolet)        |
| 10                       | 04. Mai       | Aaron’s 499 (Talladega)                                                        | Denny Hamlin (Toyota)          | Greg Biffle (Ford)             | Clint Bowyer (Toyota)          | Brian Scott (Chevrolet)    | Greg Biffle (Ford)                                     | Jeff Gordon (Chevrolet)        |
| 11                       | 10. Mai       | 5-hour Energy 400 (Kansas City)                                                | Jeff Gordon (Chevrolet)        | Kevin Harvick (Chevrolet)      | Kasey Kahne (Chevrolet)        | Kevin Harvick (Chevrolet)  | Kevin Harvick (Chevrolet)                              | Jeff Gordon (Chevrolet)        |
| 12                       | 25. Mai       | Coca-Cola 600 (Concord)                                                        | Jimmie Johnson (Chevrolet)     | Kevin Harvick (Chevrolet)      | Matt Kenseth (Toyota)          | Jimmie Johnson (Chevrolet) | Jimmie Johnson (Chevrolet)                             | Jeff Gordon (Chevrolet)        |
| 13                       | 1. Juni       | FedEx 400 (Dover)                                                              | Jimmie Johnson (Chevrolet)     | Brad Keselowski (Ford)         | Matt Kenseth (Toyota)          | Brad Keselowski (Ford)     | Jimmie Johnson (Chevrolet)                             | Matt Kenseth (Toyota)          |
| 14                       | 8. Juni       | Pocono 400 (Long Pond)                                                         | Dale Earnhardt jr. (Chevrolet) | Brad Keselowski (Ford)         | Kurt Busch (Chevrolet)         | Denny Hamlin (Toyota)      | Brad Keselowski (Ford)                                 | Jeff Gordon (Chevrolet)        |
| 15                       | 15. Juni      | Quicken Loans 400 (Brooklyn)                                                   | Jimmie Johnson (Chevrolet)     | Kevin Harvick (Chevrolet)      | Brad Keselowski (Ford)         | Kevin Harvick (Chevrolet)  | Kevin Harvick (Chevrolet)                              | Jeff Gordon (Chevrolet)        |
| 16                       | 22. Juni      | Toyota/Save Mart 350 (Sonoma)                                                  | Carl Edwards (Ford)            | Jeff Gordon (Chevrolet)        | Dale Earnhardt jr. (Chevrolet) | Jamie McMurray (Chevrolet) | A. J. Allmendinger (Chevrolet)                         | Jeff Gordon (Chevrolet)        |
| 17                       | 28. Juni      | Quaker State 400 (Sparta)                                                      | Brad Keselowski (Ford)         | Kyle Busch (Toyota)            | Ryan Newman (Chevrolet)        | Brad Keselowski (Ford)     | Brad Keselowski (Ford)                                 | Jeff Gordon (Chevrolet)        |
| 18                       | 5. Juli       | Coke Zero 400 powered by Coca-Cola (Daytona Beach)                             | Aric Almirola (Ford)           | Brian Vickers (Toyota)         | Kurt Busch (Chevrolet)         | David Gilliland (Ford)     | Kurt Busch (Chevrolet)                                 | Jeff Gordon (Chevrolet)        |
| 19                       | 13. Juli      | Camping World RV Sales 301 (Loudon)                                            | Brad Keselowski (Ford)         | Kyle Busch (Toyota)            | Kyle Larson (Chevrolet)        | Kyle Busch (Toyota)        | Brad Keselowski (Ford)                                 | Jeff Gordon (Chevrolet)        |
| 20                       | 29. Juli      | Crown Royal presents your Hero’s Name Here 400 at the Brickyard (Indianapolis) | Jeff Gordon (Chevrolet)        | Kyle Busch (Toyota)            | Denny Hamlin (Toyota)          | Kevin Harvick (Chevrolet)  | Kasey Kahne (Chevrolet)                                | Jeff Gordon (Chevrolet)        |
| 21                       | 3. August     | Gobowling.com 400 (Long Pond)                                                  | Dale Earnhardt jr. (Chevrolet) | Kevin Harvick (Chevrolet)      | Joey Logano (Ford)             | Kyle Larson (Chevrolet)    | Jeff Gordon (Chevrolet)                                | Jeff Gordon (Chevrolet)        |
| 22                       | 10. August    | Cheez-It 355 at The Glen (Watkins Glen)                                        | A. J. Allmendinger (Chevrolet) | Marcos Ambrose (Ford)          | Kurt Busch (Chevrolet)         | Jeff Gordon (Chevrolet)    | A. J. Allmendinger (Chevrolet) Jeff Gordon (Chevrolet) | Dale Earnhardt jr. (Chevrolet) |
| 23                       | 17. August    | Pure Michigan 400 (Brooklyn)                                                   | Jeff Gordon (Chevrolet)        | Kevin Harvick (Chevrolet)      | Joey Logano (Ford)             | Jeff Gordon (Chevrolet)    | Joey Logano (Ford)                                     | Jeff Gordon (Chevrolet)        |
| 24                       | 23. August    | IRWIN Tools Night Race (Bristol)                                               | Joey Logano (Ford)             | Brad Keselowski (Ford)         | Matt Kenseth (Toyota)          | Kevin Harvick (Chevrolet)  | Jamie McMurray (Chevrolet)                             | Jeff Gordon (Chevrolet)        |
| 25                       | 31. August    | Oral B USA 500 (Hampton)                                                       | Kasey Kahne (Chevrolet)        | Matt Kenseth (Toyota)          | Denny Hamlin (Toyota)          | Kevin Harvick (Chevrolet)  | Kevin Harvick (Chevrolet)                              | Jeff Gordon (Chevrolet)        |
| 26                       | 6. September  | Federated Auto Parts 400 (Richmond)                                            | Brad Keselowski (Ford)         | Jeff Gordon (Chevrolet)        | Clint Bowyer (Toyota)          | Brad Keselowski (Ford)     | Brad Keselowski (Ford)                                 | Jeff Gordon (Chevrolet)        |
| Chase for the Sprint Cup |               |                                                                                |                                |                                |                                |                            |                                                        |                                |
| 27                       | 14. September | MyAFibStory.com 400 (Joliet)                                                   | Brad Keselowski (Ford)         | Jeff Gordon (Chevrolet)        | Kyle Larson (Chevrolet)        | Kyle Busch (Toyota)        | Kevin Harvick (Chevrolet)                              | Brad Keselowski (Ford)         |
| 28                       | 21. September | Sylvania 300 (Loudon)                                                          | Joey Logano (Ford)             | Kyle Larson (Chevrolet)        | Kevin Harvick (Chevrolet)      | Brad Keselowski (Ford)     | Kevin Harvick (Chevrolet)                              | Brad Keselowski (Ford)         |
| 29                       | 28. September | AAA 400 (Dover)                                                                | Jeff Gordon (Chevrolet)        | Brad Keselowski (Ford)         | Jimmie Johnson (Chevrolet)     | Kevin Harvick (Chevrolet)  | Kevin Harvick (Chevrolet)                              | Brad Keselowski (Ford)         |
| 30                       | 5. Oktober    | Hollywood Casino 400 (Kansas City)                                             | Joey Logano (Ford)             | Kyle Larson (Chevrolet)        | Kyle Busch (Toyota)            | Kevin Harvick (Chevrolet)  | Joey Logano (Ford)                                     | Joey Logano (Ford)             |
| 31                       | 11. Oktober   | Bank of America 500 (Concord)                                                  | Kevin Harvick (Chevrolet)      | Jeff Gordon (Chevrolet)        | Jamie McMurray (Chevrolet)     | Kyle Busch (Toyota)        | Kevin Harvick (Chevrolet)                              | Joey Logano (Ford)             |
| 32                       | 19. Oktober   | GEICO 500 (Talladega)                                                          | Brad Keselowski (Ford)         | Matt Kenseth (Toyota)          | Clint Bowyer (Toyota)          | Brian Vickers (Toyota)     | Jimmie Johnson (Chevrolet)                             | Joey Logano (Ford)             |
| 33                       | 26. Oktober   | Goody’s Headache Relief Shot 500 (Martinsville)                                | Dale Earnhardt jr. (Chevrolet) | Jeff Gordon (Chevrolet)        | Ryan Newman (Chevrolet)        | Jamie McMurray (Chevrolet) | Jeff Gordon (Chevrolet)                                | Jeff Gordon (Chevrolet)        |
| 34                       | 2. November   | AAA Texas 500 (Fort Worth)                                                     | Jimmie Johnson (Chevrolet)     | Kevin Harvick (Chevrolet)      | Brad Keselowski (Ford)         | Matt Kenseth (Toyota)      | Jimmie Johnson (Chevrolet)                             | Joey Logano (Ford)             |
| 35                       | 9. November   | Quicken Loans Race for Heroes 500 (Phoenix)                                    | Kevin Harvick (Chevrolet)      | Jeff Gordon (Chevrolet)        | Matt Kenseth (Toyota)          | Denny Hamlin (Toyota)      | Kevin Harvick (Chevrolet)                              | Kevin Harvick (Chevrolet)      |
| 36                       | 16. November  | Ford EcoBoost 400 (Homestead)                                                  | Kevin Harvick (Chevrolet)      | Ryan Newman (Chevrolet)        | Brad Keselowski (Ford)         | Jeff Gordon (Chevrolet)    | Jeff Gordon (Chevrolet)                                | Kevin Harvick (Chevrolet)      |

Anmerkungen
| Hintergrundfarbe | Bedeutung                    |
| ---------------- | ---------------------------- |
|                  | Rennen auf einem Ovalkurs    |
|                  | Rennen auf einem Straßenkurs |

## Gesamtwertung

### Fahrerwertung
Stand: Nach 36 von 36 Rennen
| Pos. | Fahrer              | Punkte |
| ---- | ------------------- | ------ |
| 01.  | Kevin Harvick       | 5043   |
| 02.  | Ryan Newman         | 5042   |
| 03.  | Denny Hamlin        | 5037   |
| 04.  | Joey Logano         | 5028   |
| 05.  | Brad Keselowski     | 2361   |
| 06.  | Jeff Gordon         | 2348   |
| 07.  | Matt Kenseth        | 2334   |
| 08.  | Dale Earnhardt jr.  | 2301   |
| 09.  | Carl Edwards        | 2288   |
| 10.  | Kyle Busch          | 2285   |
| 11.  | Jimmie Johnson      | 2274   |
| 12.  | Kurt Busch          | 2263   |
| 13.  | A.J. Allmendinger   | 2260   |
| 14.  | Greg Biffle         | 2247   |
| 15.  | Kasey Kahne         | 2234   |
| 16.  | Aric Almirola       | 2195   |
| 17.  | Kyle Larson         | 1080   |
| 18.  | Jamie McMurray      | 1014   |
| 19.  | Clint Bowyer        | 979    |
| 20.  | Austin Dillon       | 958    |
| 21.  | Paul Menard         | 944    |
| 22.  | Brian Vickers       | 921    |
| 23.  | Marcos Ambrose      | 870    |
| 24.  | Martin Truex jr.    | 857    |
| 25.  | Tony Stewart        | 799    |
| 26.  | Casey Mears         | 782    |
| 27.  | Ricky Stenhouse jr. | 757    |
| 28.  | Danica Patrick      | 735    |
| 29.  | Justin Allgaier     | 636    |
| 30.  | David Gilliland     | 554    |
| 31.  | Cole Whitt          | 532    |
| 32.  | David Ragan         | 531    |
| 33.  | Michael Annett      | 531    |
| 34.  | Reed Sorenson       | 516    |
| 35.  | Alex Bowman         | 412    |
| 36.  | Josh Wise           | 405    |
| 37.  | Michael McDowell    | 255    |
| 38.  | Travis Kvapil       | 214    |
| 39.  | Ryan Truex          | 193    |
| 40.  | Terry Labonte       | 88     |
| 41.  | Jeff Burton         | 87     |
| 42.  | Michael Waltrip     | 76     |
| 43.  | David Stremme       | 75     |
| 44.  | Timmy Hill          | 62     |
| 45.  | Brett Moffitt       | 60     |
| 46.  | Parker Kligerman    | 54     |
| 47.  | Bobby Labonte       | 54     |
| 48.  | Alex Kennedy        | 47     |
| 49.  | Juan Pablo Montoya  | 47     |
| 50.  | Dave Blaney         | 46     |
| 51.  | David Reutimann     | 37     |
| 52.  | Boris Said III      | 28     |
| 53.  | Nelson Piquet jr.   | 18     |
| 54.  | Eddie MacDonald     | 9      |
| 55.  | Tomy Drissi         | 6      |
| 56.  | Clay Rogers         | 2      |

### Herstellerwertung
Stand: Nach 36 von 36 Rennen
| Pos. | Hersteller | Siege | Punkte |
| ---- | ---------- | ----- | ------ |
| 1.   | Chevrolet  | 20    | 1619   |
| 2.   | Ford       | 14    | 1571   |
| 3.   | Toyota     | 2     | 1444   |